# Meister des Schwarzen Stundenbuches
Als Meister des Schwarzen Stundenbuches wird der namentlich nicht bekannte Buchmaler bezeichnet, der das sogenannte Schwarze Stundenbuch ausgemalt hat. Das Werk hat seinen Namen nach seinen in einer aufwendigen und ungewöhnlichen Weise geschaffenen geschwärzten Seiten, die der Maler mit 14 ganzseitigen Miniaturen, 15 größeren und mehreren kleinen Initialen sowie 138 Bordüren ausgemalt hat. Das Werk entstand um 1475 in Brügge im Umfeld des Buchmalers Willem Vrelant. Es wurde wohl für ein Mitglied des Hofes von Burgund erstellt.

## Werke
- Das Schwarze Stundenbuch, Morgan Library, New York, Signatur: M. 493.

| Personendaten    | Personendaten                          |
| ---------------- | -------------------------------------- |
| NAME             | Meister des Schwarzen Stundenbuches    |
| KURZBESCHREIBUNG | niederländischer Maler und Illustrator |
| GEBURTSDATUM     | 15. Jahrhundert                        |
| STERBEDATUM      | 15. Jahrhundert                        |